# Trouble in Shangri-La
Trouble in Shangri-La es el sexto álbum de estudio de la cantante estadounidense Stevie Nicks y fue publicado en 2001 por el sello Reprise Records. En seis semanas llegó a disco de oro en Estados Unidos, con 500.000 copias vendidas.
El álbum debutó en el puesto 5 de la lista Billboard 200 y en su primera semana vendió 109.000 copias. Fue el regreso de Stevie Nicks al top 5, desde The Wild Heart, de 1983. En su segunda semana estuvo dentro de los diez primeros en el puesto 9, con 76.000 copias vendidas. En total permaneció veinte semanas en la lista. 
La gira relacionada con este álbum, The Trouble in Shangri-La Tour, llegó al puesto 27 entre las giras que más recaudaron en 2001, con 14.100.000 dólares en 38 espectáculos.
Se editaron tres sencillos: Every Day, Planets of The Universe y Sorcerer.

## Lista de canciones
| N.º | Título                                          | Escritor(es)                | Duración |  |
| 1.  | «Trouble In Shangri-La»                         | Nicks                       | 4:50     |  |
| 2.  | «Candlebright»                                  | Nicks                       | 4:41     |  |
| 3.  | «Sorcerer»                                      | Nicks                       | 4:55     |  |
| 4.  | «Planets of the Universe»                       | Nicks                       | 4:46     |  |
| 5.  | «Everyday»                                      | John Shanks                 | 3:36     |  |
| 6.  | «Too Far From Texas» (Dueto con Natalie Maines) | Sandy Stewart, Steve Booker | 3:48     |  |
| 7.  | «That Made Me Stronger»                         | Nicks                       | 4:19     |  |
| 8.  | «It's Only Love»                                | Nicks, Crow                 | 3:31     |  |
| 9.  | «Love Changes»                                  | Nicks                       | 4:23     |  |
| 10. | «I Miss You»                                    | Rick Nowels                 | 4:15     |  |
| 11. | «Bombay Sapphires»                              | Nicks                       | 4:05     |  |
| 12. | «Fall From Grace»                               | Nicks                       | 4:31     |  |
| 13. | «Love Is»                                       | Nicks                       | 4:30     |  |

## Personal
Principales intérpretes
- Stevie Nicks - voz, teclados, percusión
- Lori Nicks - coros
- Sharon Celani - coros

Músicos invitados
- Sheryl Crow - guitarra acústica, bajo, coros
- Mike Campbell - guitarra eléctrica
- Benmont Tench - órgano, piano
- Natalie Maines - voz en Too Far From Texas
- David Campbell - arreglo musical para I Miss You
- Lindsey Buckingham - guitarra acústica, coros para I Miss You
- Macy Gray - coros en Bombay Sapphires
- Sarah McLachlan - piano, guitarra acústica y coros en Love Is

Músicos de sesión
- John Shanks - guitarra eléctrica, teclados, bajo
- Waddy Watchel - guitarra eléctrica
- Vinnie Colaiuta - batería
- Al Ortiz - guitarra eléctrica, bajo
- Patrick Warren - teclados
- Matt Chamberlain - batería
- Peter Stroud - mandolina
- Jeff Trott   - guitarra acústica
- Tim Smith  - bajo
- Steve Ferrone - batería
- Rami Jaffe - teclados (adicionales)
- Brian MacLeod - batería
- Scott F.Crago - loop (de batería)
- Timothy Drury - loop (de batería)
- Dan Rocthchild - bajo (adicional)
- Rusty Anderson - guitarra acústica
- Lenny Castro - percusión
- Gary Ferguson - batería (adicional)
- Tim Pierce - guitarra eléctrica
- Rick Nowels - guitarra eléctrica y coros
- Ashwin Sood - batería
- Pierce Marchand - guitarra acústica (adicional), teclados
- Michel Pepin - guitarra eléctrica
- Sylvain Grand - teclados
- Brian Minato - bajo

## Gira
Lista de canciones en la gira Trouble in Shangri-La Tour - 2001 (con Sheryl Crow)
- Stop Draggin' My Heart Around
- Enchanted
- Outside the Rain
- Dreams
- Gold Dust Woman
- Sorcerer
- My Favorite Mistake
- Every Day
- Rhiannon
- Stand Back
- Planets of the Universe
- Everyday Is a Winding Road
- Too Far from Texas
- Bombay Sapphires
- Fall from Grace
- Edge of Seventeen
- I Need to Know
- Has Anyone Ever Written Anything for You? (encore)